# Nijat Mammadov
Nijat Mammadov o Mamedov (en àzeri: Nicat Məmmədov), nascut el 2 d'abril de 1985, és un jugador d'escacs àzeri, que té el títol de Gran Mestre des de 2006.
A la llista d'Elo de la FIDE del novembre de 2020, hi tenia un Elo de 2609 punts, cosa que en feia el jugador número 7 (en actiu) de l'Azerbaidjan, i el número 205 del rànquing mundial. El seu màxim Elo va ser de 2624 punts, a la llista de gener de 2014 (posició 161 al rànquing mundial).

## Resultats destacats en competició
El 1999 es proclamà Campió d'Europa Sub-14.
El 2011 fou campió de l'Azerbaidjan.
El 2007/08 empatà al primer lloc amb Vadim Malakhatko i Valeriy Neverov al Congrés d'escacs de Hastings.
El 2008 empatà als llocs 4t–8è amb Tamaz Guelaixvili, Anton Filippov, Constantin Lupulescu i Oleksandr Zúbarev al torneig obert de Romgaz a Bucarest.
Va participar, representant l'Azerbaidjan a la 34a Olimpíada a Istanbul, Turquia.